# بيتر بلاك (سياسي)
بيتر بلاك (بالإنجليزية: Peter Black)‏ هو مدون وسياسي بريطاني، ولد في 30 يناير 1960 في المملكة المتحدة. حزبياً، نشط في Welsh Liberal Democrats ‏ والديمقراطيون الليبراليون.

## مناصب
- في انتخابات الجمعية الوطنية الويلزية 2011 [الإنجليزية]‏، انتخب عضو الجمعية الوطنية الويلزية الرابعة ‏ عن دائرة South Wales West (Senedd electoral region) [الإنجليزية]‏ وقد انضم خلال فترته النيابية  [لغات أخرى]‏ (5 مايو 2011 – 6 أبريل 2016)  للكتلة البرلمانية Welsh Liberal Democrats [الإنجليزية]‏.
- في انتخابات الجمعية الوطنية الويلزية 2007 [الإنجليزية]‏، انتخب عضو الجمعية الوطنية الويلزية الثالثة ‏ عن دائرة South Wales West (Senedd electoral region) [الإنجليزية]‏ وقد انضم خلال فترته النيابية  [لغات أخرى]‏ (3 مايو 2007 – 30 مارس 2011)  للكتلة البرلمانية Welsh Liberal Democrats [الإنجليزية]‏.
- في انتخابات الجمعية الوطنية الويلزية 2003 [الإنجليزية]‏، انتخب عضو الجمعية الوطنية الويلزية الثانية ‏ عن دائرة South Wales West (Senedd electoral region) [الإنجليزية]‏ وقد انضم خلال فترته النيابية  [لغات أخرى]‏ (1 مايو 2003 – 28 مارس 2007)  للكتلة البرلمانية Welsh Liberal Democrats [الإنجليزية]‏.
- في انتخابات الجمعية الوطنية الويلزية 1999 [الإنجليزية]‏، انتخب عضو الجمعية الوطنية الويلزية الأولى عن دائرة South Wales West (Senedd electoral region) [الإنجليزية]‏ وقد انضم خلال فترته النيابية  [لغات أخرى]‏ (6 مايو 1999 – 2 أبريل 2003)  للكتلة البرلمانية Welsh Liberal Democrats [الإنجليزية]‏.